# (73185) 2002 JP
(73185) 2002 JP – planetoida z pasa głównego asteroid okrążająca Słońce w ciągu 3,54 lat w średniej odległości 2,32 j.a. Odkryta 3 maja 2002 roku.